# Ravenga
Ravenga è una piccola isola dell'Oceano Pacifico, nello Stato di Vanuatu.
Fa parte delle Isole Banks nella Provincia di Torba. Si trova 1,2 km ad est dell'isola di Vanua Lava.
L'isola ha un diametro di circa 800 metri ed è caratterizzata da spiagge sabbiose. Sui lati nord, sud ed est, circa 250 metri al largo, Ravenga è circondata dalla barriera corallina.